# Alpes de Val Mustair
Os Alpes de Val Mustair (em alemão:  Münstertaler Alpen  ou Sesvennagruppe, ou então em italiano:  Alpi della Val Müstair ou Alpi della Val Monastero ou mesmo Alpi Venoste Occidentali) é um maciço montanhoso que se encontra na região de Trentino-Alto Ádige e na Lombardia, na Itália, no Tirol na Áustria, e no cantão dos Grisões na Suíça. O ponto mais alto é o  Piz Sesvenna com 3.204 m.
Estes alpes, literalmente alpes de "val do Mosteiro", usam o nome de Münstertal, onde fica a comuna suíça de Val Müstair - que não é um vale como o seu nome poderia querer dizer em português - no cantão dos Grisões, da Suíça.

## Localização
Os Alpes de Val Mustair têm da mesma secção alpina a Norte os Alpes de Silvretta, de Samnau e de Verwal, a sudoeste os Alpes de Livigno, e a Oeste os Alpes de Albula.
De outras secções tem a Leste os Alpes de Venoste dos Alpes Réticos orientais

## SOIUSA
A Subdivisão Orográfica Internacional Unificada do Sistema Alpino (SOIUSA) dividiu os Alpes em duas grandes Partes: Alpes Ocidentais e Alpes Orientais, separados pela linha formada pelo  Rio Reno - Passo de Spluga - Lago de Como - Lago de Lecco.
Os  Alpes de Platta, Alpes de Albula, Alpes de Bernina, Alpes de Livigno, Alpes de Val Mustair, Alpes de Silvretta, de Samnau e de Verwal, Alpes de Plessur,  e a Cordilheira de Ratikon formam os Alpes Réticos ocidentais.

### Classificação  SOIUSA
Segundo a SOIUSA este acidente geográfico é uma Sub-secção alpina com as seguintes características:
- Parte = Alpes Orientais
- Grande sector alpino = Alpes Orientais-Centro
- Secção alpina = Alpes Réticos ocidentais
- Sub-secção alpina =  Alpes de Val Mustair
- Código = II/A-15.V

## Imagens

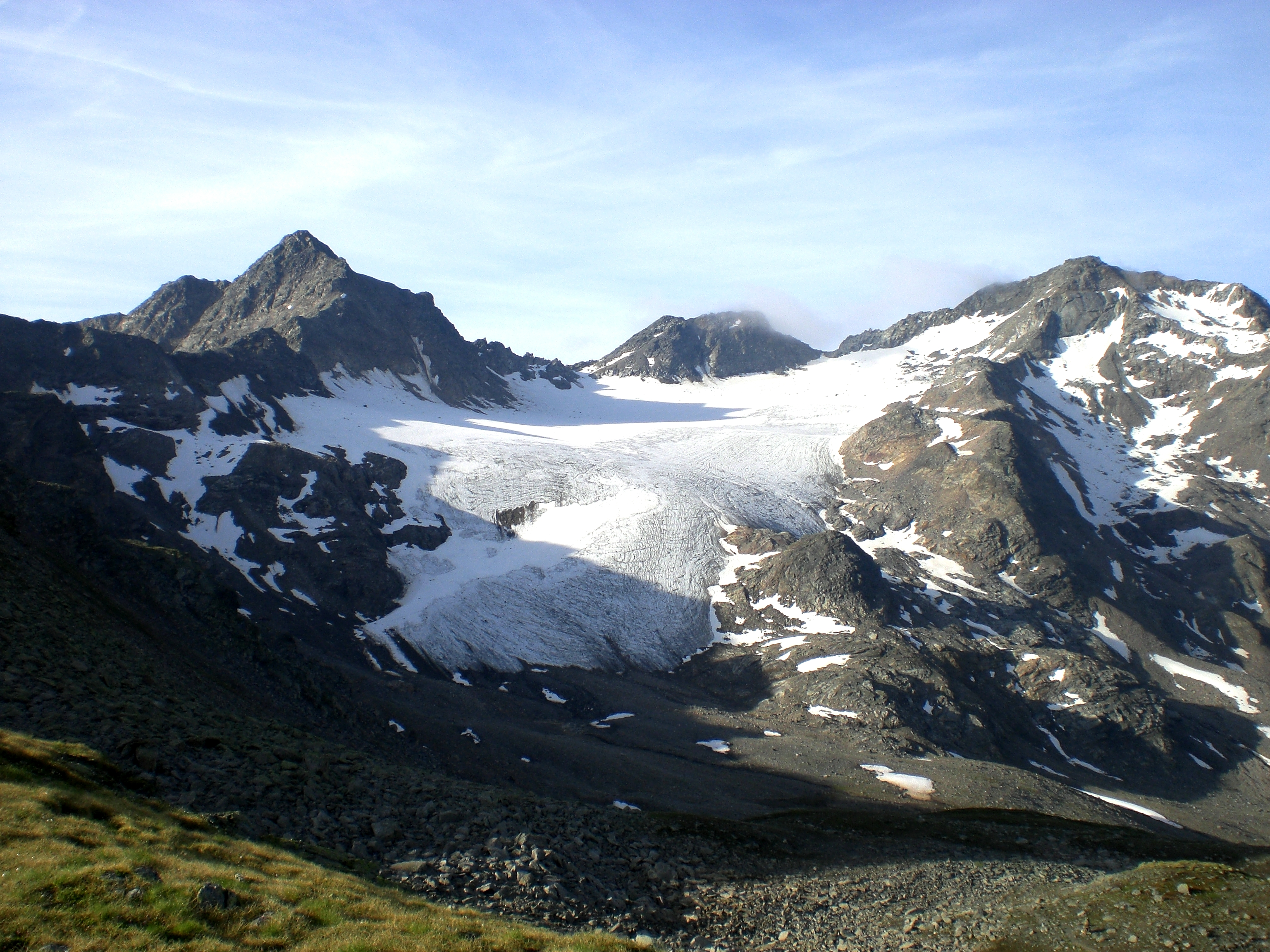
O  Piz Sesvenna